# Usine sidérurgique de l'est du Japon
JFE Steel East Japan Works
L'usine sidérurgique de l'est du Japon, actuellement JFE Steel East Japan Work, est un complexe sidérurgique situé dans la baie de Tokyo. Elle a été créée en 2003 par la fusion des deux usines sidérurgiques de Chiba (Kawasaki Steel) et de Keihin (NKK), situées de part et d'autre de la baie.
En 2021, l'usine a une capacité de production de 8 Mt/an d'acier, ce qui en fait le quatrième plus gros complexe sidérurgique du Japon. Elle est propriété de JFE Holdings. L'usine sidérurgique de Nishinomiya, historiquement dépendante de l'usine de Chiba, lui est rattachée.

## Historique

### Usine de Chiba
L'usine de Chiba est la première usine sidérurgique intégrée à être construite au Japon après la Seconde Guerre mondiale. La production y démarre en 1951. En juin 1953 le premier haut fourneau, édifié sur des terrains gagnés sur la mer, est mis à feu et, en 1958, la mise en service du premier laminoir à froid consacre la création d'une filière totalement intégrée.
En 1962, le blooming de Chiba est piloté par ordinateur. La production augment ensuite rapidement, pour atteindre 6 Mt en 1969. Mais l'essoufflement du miracle économique japonais entraine très vite une réduction de la production.
En 1977, l'aciérie no 3 est mise en service. Il s'agit alors de la première aciérie à l'oxygène du Japon dotée de 2 convertisseurs à soufflage par le fond, qui attirent l'attention des experts. Un dégazage de type RH-KTB, à l'époque assez rare, complète l'affinage de l'acier, élaboré dans des poches de 322 t.
En 1994, une rénovation ambitieuse du site l'équipe de deux grandes installations novatrices de réduction-fusion directe et de laminage à chaud sans fin. L'installation de réduction-fusion directe, ou aciérie no 4, démarrée en 1994, est la première de ce type destinée à la production d'aciers inoxydables au chrome. Elle consomme des minerais de chrome qu'elle réduit, au lieu de fondre du ferrochrome. L'affinage est réalisé de manière classique par une métallurgie en poche sous vide, de type VOD. Le train à chaud no 3, démarré en 1995, chauffe la brame par induction et la brase à la précédente : ce laminage totalement continu permet d'atteindre des épaisseurs plus fines qu'avec les trains continus conventionnels.
En 1998, le haut fourneau HF6 est rénové après sa première campagne, qui a duré 20 ans et 10 mois, un record mondial. Sa rénovation ne dure que 62 jours, ce qui également un record, remarquable vu la taille exceptionnelle de la cuve (4 907 m3).
En 2001, 4,22 Mt ont été produites, consistant essentiellement en des coils laminés à chaud (1,36 Mt), des bobines laminées à froid (1,29 Mt), des tôles revêtues (0,90 Mt) et des aciers inoxydables produits avec l'usine de Nishinomiya (0,90 Mt). L'usine est alors un complexe sidérurgique parfaitement intégré exploitant :
- une chaîne d'agglomération (agglo 4 de 237 m2) ;
- une cokerie (batteries 5, 6 et 7 totalisant 260 fours) ;
- deux hauts fourneaux (HF5 de 2 584 m3 et HF6 de 4 907 m3) ;
- deux aciéries : une classique (aciérie 3 : 2 convertisseurs à soufflage par le fond de 322 t, RH et coulée continue CC3 à 2 lignes) et une de réduction-fusion pour les aciers inoxydables (2 réacteurs de 185 t, VOD et CC4 à une ligne) ;
- un laminoir à chaud « sans fin » de grande largeur (600 à 1 900 mm);
- deux laminoirs à froid en tandem avec une ligne de décapage (no 1 pour les tôles très fines, et le no 2 pour les tôles larges et les inox) ;
- plusieurs lignes de finissage et revêtement (galvanisation, étamage, décapage, production de tubes, , etc.).

En 2003, au moment de sa fusion avec le site de Keihin, l'usine exploite deux hauts fourneaux et produit 4,5 Mt/an d'acier, essentiellement destinés à la transformation en tôles à forte valeur ajoutée.

### Usine de Keihin
L'usine de Keihin est le berceau de NKK, dont l'histoire en tant que producteur de fonte et d'acier commence en 1912, la production de tubes sans soudure en 1914. Après la seconde guerre mondiale, deux convertisseurs LD sont mis en service en 1958 et la production d'acier atteint 5,5 Mt/an en 1969. Puis la production baisse au profit de l'usine sidérurgique de Fukuyama (devenue en 2003 l'usine sidérurgique de l'ouest du Japon). En 1971, une modernisation importante, notamment dictée par la nécessité de limiter l'impact environnemental, fait de l'usine la plus moderne du Japon : elle est alimentée par deux gros hauts fourneaux et produit 6 Mt d'acier.
En 1981, la production atteint 5,5 Mt. En 1990, un haut fourneau est arrêté.
En 2001, 3,4 Mt ont été produites, consistant essentiellement en des plaques d’acier (1,1 Mt), des coils laminés à chaud (0,90 Mt), des bobines laminées à froid nues ou revêtues (0,60 Mt), des tubes (0,40 Mt) et des semi-produits sidérurgiques divers (0,36 Mt). L'usine est alors un complexe sidérurgique parfaitement intégré exploitant :
- une chaîne d'agglomération (agglo 1 de 450 m2) ;
- une cokerie (batteries 1 et 2 totalisant 198 fours) ;
- un haut fourneau (HF1 de 4 907 m3) ;
- deux aciéries : une classique (2 convertisseurs de 250 t et une aciérie électrique (1 four électrique de 50 t). Ces fours desservent un RH et Un VOD, puis deux coulées continue à brames à 2 lignes, une à blooms à 6 lignes et une voie lingot ;
- un laminoir à plaques capable de laminer 2 300 mm de large, la plus grande largeur du Japon ;
- un laminoirs à froid en tandem avec une ligne de décapage ;
- plusieurs lignes de finissage et revêtement (galvanisation, étamage, décapage, production de tubes, , etc.).

En 2003, au moment de sa fusion avec le site de Keihin, l'usine produit 3,5 Mt/an de tôles et de tubes soudés en acier.
L'usine est très présente sur les aciers spéciaux. Elle a notamment été la première au monde à commercialiser un acier électrique à 6,5 % de silicium. Il est connu depuis longtemps que les pertes « fer » sont minimales avec cette teneur en silicium, mais il n'est pas possible de laminer à froid des alliages à plus de 3,5 % de silicium. Cette limitation est contournée par un dépôt sous vide de SiCl4 sur une tôle de 3 % de silicium après le laminage. Un autre acier a été le premier au monde à intégrer des nanoparticules pour en augmenter la résistance sans pénaliser la facilité de mise en forme.

### Complexe de Chiba-Keihin (depuis 2003)
Le 1er avril 2003, la toute récente JFE Holdings fusionne l'usine de Chiba de Kawasaki Steel, sur la rive est de la baie de Tokyo, avec celle de Keihin appartenant à NKK, située en face, sur la rive ouest. Les deux sites combinés produisent 8 Mt/an d'acier : leur association crée le quatrième plus gros complexe sidérurgique du pays.
La production d'acier du complexe a été de 7,4 Mt en 2019. En 2021, les deux sites couvrent environ 15 km2 dans un milieu fortement urbanisé. Avec l'usine de Nishinomiya, historiquement dépendante de l'usine de Chiba et spécialisée dans les aciers inoxydables, ils produisent et transforment 8 Mt/an de tôles minces et fortes, et de tubes en acier au carbone et en acier inoxydable.
À terme, prenant acte de l'importante capacité de production d'acier au Japon (8 gros hauts fourneaux y sont opérationnels), JFE planifie l'arrêt, vers 2023, de la filière à chaud de Keihin, c'est-à-dire l'arrêt des hauts fourneaux, de l'aciérie et du laminoir à chaud. Cet arrêt sera coordonné avec la rénovation du HF6 de Chiba. En 2019, plusieurs lignes de parachèvement ont été arrêtées à Chiba comme à Keihin.